# سلطة داكوس اليونانية

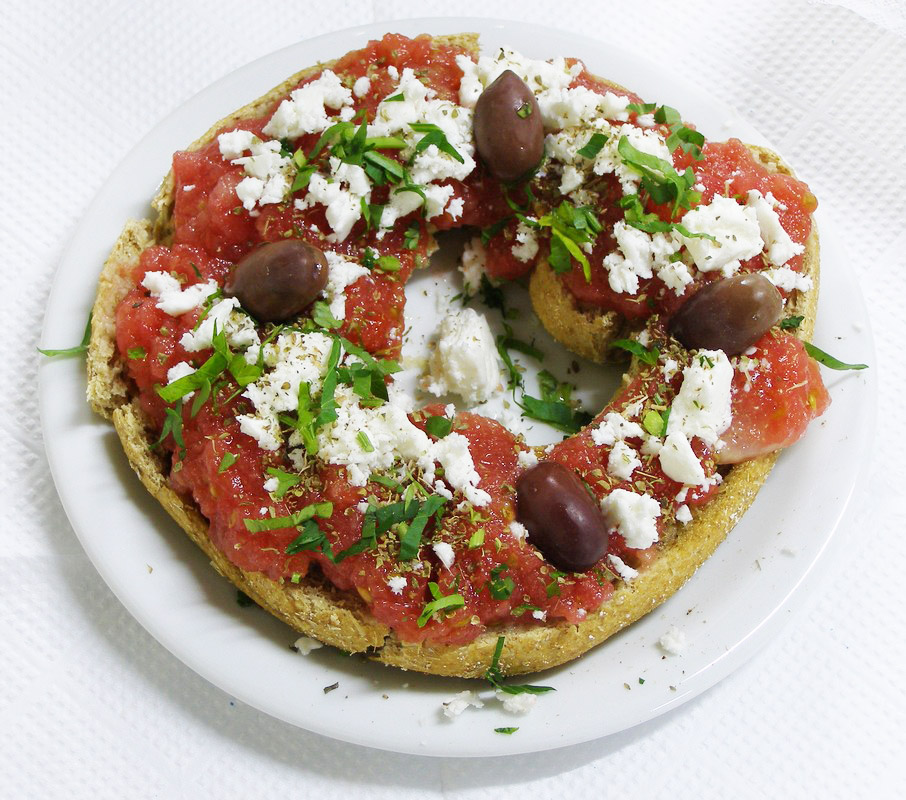
طعام يوناني يسمى كوكوفاجيا ("البومة")، وهو خبز مجفف مصنوع من الشعير مع الزيت والطماطم والجبن والأوريجانو والزيتون، طريقة صنعه في "تافيرنا ميرثيوس" في ميرثيوس، كريت

سلطة داكوس اليونانية بالطماطم وجبن الفيتا, داكوس أو نتاكوس (اليونانية: ντάκος) ، والمعروفة أيضًا باسم كوكوفاجيا أو كوكوفايا (κουκουβάγια أو "owl") أو - في جزيرة كريت الشرقية - كولوكوبسومو (من
كولوكي + بسومي ، جرو + خبز ، يُدعى أن الخبز يُعطى للكلاب) مزة مكونة من شريحة من الخبز المجفف المنقوع أو بقسماط الشعير (paximadi) مع الطماطم المفرومة وجبن الفيتا أو جبن ميزيثرا ، والنكهة بالأعشاب مثل التوابل المجففة. يمكن أيضًا إضافة الزيتون والفلفل.